# Schwarzer Berg (Braunschweig)
Schwarzer Berg ist ein Stadtteil im Norden Braunschweigs. Er gehört zum Stadtbezirk 331 – Nordstadt.

## Geschichte
Erstmals urkundlich erwähnt wird ein Flurstück „Am Schwarzen Berge“ im 16. Jahrhundert im Zusammenhang mit einer Verpachtung an das Große Waisenhaus in Braunschweig. Im 18. Jahrhundert wurden hier versuchsweise Maulbeerplantagen angepflanzt, um Seidenraupen zu züchten. Das Gebiet gehörte weitestgehend zu Rühme und wurde zur Landwirtschaft genutzt.
In den 1930er Jahren entstanden in diesem Bereich die ersten kleineren Einfamilienhäuser mit großen Hausgärten zur Selbstversorgung. Erst 1964 begann man mit dem Bau der planmäßigen Siedlung „Am Schwarzen Berge“, deren Eigenheime, Reihenhäuser, Mietwohnungshäuser und einige Hochhäuser samt sozialer Infrastruktur und Nahversorgung heute den Stadtteil bilden. Im Schwarzen Berg befindet sich das mit 22 Stockwerken höchste Wohnhaus Braunschweigs.
Seit den 2000er Jahren hat der Bereich der Siedlung Am Schwarzen Berge den amtlichen Status eines Stadtteils mit dem Namen Schwarzer Berg. Somit ist der Schwarze Berg der 38. Stadtteil Braunschweigs.
Name und Flurbezeichnung
Der Stadtteil und die Siedlung wurden nach den Flurbezeichnungen „Der Schwarze Berg“ und „Am Schwarzen Berge“ benannt, deren tatsächlicher Namensursprung nicht überliefert ist. Als wahrscheinlich gilt die These, dass die im Stadtteil befindliche Anhöhe am östlichen Okerufer ihren Namen nach den dort wachsenden Schwarzkiefern erhalten hat.

## Infrastruktur
In unmittelbarer Nähe befindet sich die Sportanlage des hier ansässigen Sportvereins SV Schwarzer Berg e. V. mit über 600 Mitgliedern. Die Anlage wurde im Jahr 2001 erbaut und befindet sich hinter den zum Schwarzen Berg geltenden Kleingartenvereinen Gunther und Schlehenhang. Der Verein bietet viele Sportmöglichkeiten, über Tennis bis zum Fußball ist alles dabei. 
Naherholung und Sport
- Südlich des Stadtteils liegen das Naherholungsgebiet Ölpersee und die Oker.
- Am Ostrand befindet sich an der Hamburger Straße das städtische Eintracht-Stadion.

Bildung
- 1 Kindertagesstätte
- 1 Grundschule (Grundschule Schwarzer Berg)

## Wappen
Das Wappen zeigt einen steigenden roten Löwen auf silbernem Schild, der in der unteren Hälfte von einer schwarzen Erhebung oberhalb einer Wellenlinie verdeckt wird. Der Schildfuß ist ebenfalls silbern.
Der Löwe steht für die Stadt Braunschweig, da die Siedlung erst im 20. Jahrhundert innerhalb der Stadtgrenzen angelegt wurde. Die Erhebung gibt den Namen des Stadtteils selbstredend wieder, während die Wasserlinie im Schildfuß den Ölpersee und die Oker symbolisieren, an deren Ufern die Siedlung liegt.
Das Wappen wurde von Heinz Voigt entworfen und am 19. Januar 1982 durch das städtische Hauptamt genehmigt.